# Egipto en la Copa Mundial de Fútbol de 2018
La selección de Egipto fue uno de los 32 equipos participantes en la Copa Mundial de Fútbol de 2018, torneo que se llevó a cabo del 14 de junio al 15 de julio en Rusia.
El 8 de octubre de 2017, con triunfo agónico ante Congo por 2-1, selló su billete al Mundial con una fecha de antelación. Regresó luego de 28 años después de haber asistido por última vez en Italia 1990.

## Clasificación

### Segunda ronda
| Fecha                   | Lugar    | Local  |                   | Resultado                                                      |                   | Visitante |
| ----------------------- | -------- | ------ | ----------------- | -------------------------------------------------------------- | ----------------- | --------- |
| 14 de noviembre de 2015 | Yamena   | Chad   | Bandera de Chad   | 1 – 0 Archivado el 16 de diciembre de 2017 en Wayback Machine. | Bandera de Egipto | Egipto    |
| 17 de noviembre de 2015 | El Cairo | Egipto | Bandera de Egipto | 4 – 0 Archivado el 16 de diciembre de 2017 en Wayback Machine. | Bandera de Chad   | Chad      |

### Tercera ronda
| Selección | Pts. | PJ | PG | PE | PP | GF | GC | Dif |
| --------- | ---- | -- | -- | -- | -- | -- | -- | --- |
| Egipto    | 13   | 6  | 4  | 1  | 1  | 8  | 4  | 4   |
| Uganda    | 9    | 6  | 2  | 3  | 1  | 3  | 2  | 1   |
| Ghana     | 7    | 6  | 1  | 4  | 1  | 7  | 5  | 2   |
| Congo     | 2    | 6  | 0  | 2  | 4  | 5  | 12 | -7  |

| Fecha                   | Lugar        | Local  |                                | Resultado                                                      |                                | Visitante |
| ----------------------- | ------------ | ------ | ------------------------------ | -------------------------------------------------------------- | ------------------------------ | --------- |
| 9 de octubre de 2016    | Brazaville   | Congo  | Bandera de República del Congo | 1 – 2 Archivado el 16 de diciembre de 2017 en Wayback Machine. | Bandera de Egipto              | Egipto    |
| 13 de noviembre de 2016 | Borg El Arab | Egipto | Bandera de Egipto              | 2 – 0 Archivado el 16 de diciembre de 2017 en Wayback Machine. | Bandera de Ghana               | Ghana     |
| 31 de agosto de 2017    | Kampala      | Uganda | Bandera de Uganda              | 1 – 0 Archivado el 9 de octubre de 2017 en Wayback Machine.    | Bandera de Egipto              | Egipto    |
| 5 de septiembre de 2017 | Alejandría   | Egipto | Bandera de Egipto              | 1 – 0 Archivado el 24 de enero de 2018 en Wayback Machine.     | Bandera de Uganda              | Uganda    |
| 8 de octubre de 2017    | Borg El Arab | Egipto | Bandera de Egipto              | 2 – 1 Archivado el 12 de diciembre de 2017 en Wayback Machine. | Bandera de República del Congo | Congo     |
| 12 de noviembre de 2017 | Kumasi       | Ghana  | Bandera de Ghana               | 1 – 1 Archivado el 1 de diciembre de 2017 en Wayback Machine.  | Bandera de Egipto              | Egipto    |

### Goleadores
| Jugador              | Goles | Asistencias | Minuto | PJ |
| -------------------- | ----- | ----------- | ------ | -- |
| Mohamed Salah        | 5     | 2           | 450    | 5  |
| Abdallah Said        | 3     | 2           | 473    | 6  |
| Ahmed Hassan Mahgoub | 2     | -           | 280    | 5  |
| Shikabala            | 1     | -           | 65     | 1  |
| Mohamed Elneny       | 1     | -           | 720    | 8  |
| Mahmoud Hassan       | -     | 3           | 358    | 6  |
| Mostafa Fathi        | -     | 1           | 75     | 1  |
| Omar Gaber           | -     | 1           | 270    | 3  |
| Mohamed Abdelshafi   | -     | 1           | 450    | 5  |

## Participación

### Lista de convocados
Técnico:  Héctor Cúper
| No. | Pos. | Jugador             | Fecha de nacimiento (edad)         | Apa. | Goles | Club                 |
| --- | ---- | ------------------- | ---------------------------------- | ---- | ----- | -------------------- |
| 1   | POR  | Essam El-Hadary     | 15 de enero de 1973 (45 años)      | 158  | 0     | Al-Taawoun           |
| 2   | DEF  | Ali Gabr            | 1 de enero de 1989 (29 años)       | 21   | 1     | West Bromwich Albion |
| 3   | DEF  | Ahmed Al-Muhammadi  | 9 de septiembre de 1987 (30 años)  | 78   | 2     | Aston Villa          |
| 4   | MED  | Omar Gaber          | 30 de enero de 1992 (26 años)      | 24   | 0     | Los Angeles FC       |
| 5   | MED  | Sam Morsy           | 10 de septiembre de 1992 (25 años) | 5    | 0     | Wigan Athletic       |
| 6   | DEF  | Ahmed Hegazy        | 25 de enero de 1991 (27 años)      | 45   | 1     | West Bromwich Albion |
| 7   | DEF  | Ahmed Fathy         | 10 de noviembre de 1984 (33 años)  | 126  | 3     | Al-Ahly              |
| 8   | MED  | Tarek Hamed         | 24 de octubre de 1988 (29 años)    | 21   | 0     | Zamalek              |
| 9   | DEL  | Marwan Mohsen       | 26 de febrero de 1989 (29 años)    | 24   | 4     | Al-Ahly              |
| 10  | DEL  | Mohamed Salah       | 15 de junio de 1992 (25 años)      | 57   | 33    | Liverpool            |
| 11  | DEL  | Mahmoud Kahraba     | 13 de abril de 1994 (24 años)      | 19   | 3     | Al-Ittihad           |
| 12  | DEF  | Ayman Ashraf        | 9 de abril de 1991 (27 años)       | 4    | 0     | Al-Ahly              |
| 13  | DEF  | Mohamed Abdel-Shafy | 1 de julio de 1985 (32 años)       | 51   | 1     | Al-Fateh             |
| 14  | DEL  | Ramadan Sobhi       | 23 de enero de 1997 (21 años)      | 23   | 1     | Stoke City           |
| 15  | DEF  | Mahmoud Hamdy       | 1 de junio de 1995 (23 años)       | 0    | 0     | Zamalek              |
| 16  | POR  | Sherif Ekramy       | 10 de julio de 1983 (34 años)      | 22   | 0     | Al-Ahly              |
| 17  | MED  | Mohamed Elneny      | 11 de julio de 1992 (25 años)      | 61   | 5     | Arsenal              |
| 18  | DEL  | Shikabala           | 5 de marzo de 1986 (32 años)       | 29   | 2     | Al-Raed              |
| 19  | MED  | Abdallah Said       | 13 de julio de 1985 (32 años)      | 36   | 6     | KuPS Kuopio          |
| 20  | DEF  | Saad Samir          | 1 de abril de 1989 (29 años)       | 11   | 0     | Al-Ahly              |
| 21  | MED  | Trézéguet           | 1 de octubre de 1994 (23 años)     | 24   | 2     | Kasımpaşa            |
| 22  | DEL  | Amr Warda           | 17 de septiembre de 1993 (24 años) | 16   | 0     | Atromitos            |
| 23  | POR  | Mohamed El-Shenawy  | 18 de diciembre de 1988 (29 años)  | 3    | 0     | Al-Ahly              |

### Fase de grupos
| Selección      | Pts | PJ | PG | PE | PP | GF | GC | Dif |
| -------------- | --- | -- | -- | -- | -- | -- | -- | --- |
| Uruguay        | 9   | 3  | 3  | 0  | 0  | 5  | 0  | +5  |
| Rusia          | 6   | 3  | 2  | 0  | 1  | 8  | 4  | +4  |
| Arabia Saudita | 3   | 3  | 1  | 0  | 2  | 2  | 7  | -5  |
| Egipto         | 0   | 3  | 0  | 0  | 3  | 2  | 6  | -4  |

#### Egipto vs. Uruguay
| 15 de junio de 2018, 17:00 (UTC+5) | Egipto | 0:1 (0:0) | Uruguay     | Ekaterimburgo Arena, Ekaterimburgo                        |                                                           |
|                                    |        | Reporte   | Giménez 90' | Asistencia: 27 015 espectadores Árbitro(s): Björn Kuipers | Asistencia: 27 015 espectadores Árbitro(s): Björn Kuipers |

|  |  |

| GK           | 23 | Mohamed El-Shenawy  |       |     |
| RB           | 7  | Ahmed Fathy         |       |     |
| CB           | 2  | Ali Gabr            |       |     |
| CB           | 6  | Ahmed Hegazi        | 90+6' |     |
| LB           | 13 | Mohamed Abdel-Shafy |       |     |
| CM           | 8  | Tarek Hamed         |       | 50' |
| CM           | 17 | Mohamed Elneny      |       |     |
| RW           | 22 | Amr Warda           |       | 82' |
| AM           | 19 | Abdallah Said       |       |     |
| LW           | 21 | Trézéguet           |       |     |
| CF           | 9  | Marwan Mohsen       |       | 63' |
| Cambios:     |    |                     |       |     |
| MF           | 5  | Sam Morsy           | 90+4' | 50' |
| FW           | 11 | Kahraba             |       | 63' |
| FW           | 14 | Ramadan Sobhi       |       | 82' |
| Entrenador:  |    |                     |       |     |
| Héctor Cúper |    |                     |       |     |

| GK            | 1  | Fernando Muslera       |  |     |
| RB            | 4  | Guillermo Varela       |  |     |
| CB            | 2  | José Giménez           |  |     |
| CB            | 3  | Diego Godín            |  |     |
| LB            | 22 | Martín Cáceres         |  |     |
| RM            | 8  | Nahitan Nández         |  | 58' |
| CM            | 15 | Matías Vecino          |  | 87' |
| CM            | 6  | Rodrigo Bentancur      |  |     |
| LM            | 10 | Giorgian De Arrascaeta |  | 59' |
| CF            | 9  | Luis Suárez            |  |     |
| CF            | 21 | Edinson Cavani         |  |     |
| Cambios:      |    |                        |  |     |
| MF            | 5  | Carlos Sánchez         |  | 58' |
| MF            | 7  | Cristian Rodríguez     |  | 59' |
| MF            | 14 | Lucas Torreira         |  | 87' |
| Entrenador:   |    |                        |  |     |
| Óscar Tabárez |    |                        |  |     |

| Jugador del Partido: Mohamed El-Shenawy Árbitros asistentes: Sander van Roekel Erwin Zeinstra Cuarto árbitro: Milorad Mažić Quinto árbitro: Milovan Ristić Árbitro asistente de video: Danny Makkelie Árbitros asistentes del árbitro asistente de video: Paweł Gil Cyril Gringore Clément Turpin |

#### Rusia vs. Egipto
| 19 de junio de 2018, 21:00 (UTC+3) | Rusia                                         | 3:1 (0:0) | Egipto           | Zenit Arena, San Petersburgo                                |                                                             |
|                                    | Fathy 47' (a.g.) · Chéryshev 59' · Dziuba 62' | Reporte   | Salah 73' (pen.) | Asistencia: 64 468 espectadores Árbitro(s): Enrique Cáceres | Asistencia: 64 468 espectadores Árbitro(s): Enrique Cáceres |

|  |  |

| GK                   | 1  | Ígor Akinféyev      |     |     |
| RB                   | 2  | Mário Fernandes     |     |     |
| CB                   | 3  | Iliá Kutépov        |     |     |
| CB                   | 4  | Serguéi Ignashévich |     |     |
| LB                   | 18 | Yuri Zhirkov        |     | 86' |
| CM                   | 11 | Román Zobnin        |     |     |
| CM                   | 8  | Yuri Gazinski       |     |     |
| RW                   | 19 | Aleksandr Samédov   |     |     |
| AM                   | 17 | Aleksandr Golovín   |     |     |
| LW                   | 6  | Denís Chéryshev     |     | 74' |
| CF                   | 22 | Artiom Dziuba       |     | 79' |
| Cambios:             |    |                     |     |     |
| MF                   | 7  | Daler Kuziáyev      |     | 74' |
| FW                   | 10 | Fiódor Smólov       | 84' | 79' |
| DF                   | 13 | Fiódor Kudriashov   |     | 86' |
| Entrenador:          |    |                     |     |     |
| Stanislav Cherchésov |    |                     |     |     |

| GK           | 23 | Mohamed El-Shenawy  |     |     |
| RB           | 7  | Ahmed Fathy         |     |     |
| CB           | 2  | Ali Gabr            |     |     |
| CB           | 6  | Ahmed Hegazi        |     |     |
| LB           | 13 | Mohamed Abdel-Shafy |     |     |
| CM           | 8  | Tarek Hamed         |     |     |
| CM           | 17 | Mohamed Elneny      |     | 64' |
| RW           | 10 | Mohamed Salah       |     |     |
| AM           | 19 | Abdallah Said       |     |     |
| LW           | 21 | Trézéguet           | 57' | 68' |
| CF           | 9  | Marwan Mohsen       |     | 82' |
| Cambios:     |    |                     |     |     |
| FW           | 22 | Amr Warda           |     | 64' |
| FW           | 14 | Ramadan Sobhi       |     | 68' |
| FW           | 11 | Kahraba             |     | 82' |
| Entrenador:  |    |                     |     |     |
| Héctor Cúper |    |                     |     |     |

| Jugador del Partido: Denis Cheryshev Árbitros asistentes: Eduardo Cardozo Juan Zorrilla Cuarto árbitro: Cüneyt Çakır Quinto árbitro: Bahattin Duran Árbitro asistente de video: Massimiliano Irrati Árbitros asistentes del árbitro asistente de video: Mauro Vigliano Carlos Astroza Szymon Marciniak |

#### Arabia Saudita vs. Egipto
| 25 de junio de 2018, 17:00 (UTC+3) | Arabia Saudita                           | 2:1 (1:1) | Egipto    | Volgogrado Arena, Volgogrado                              |                                                           |
|                                    | Al-Faraj 45+6' (pen.) · Al-Dawsari 90+5' | Reporte   | Salah 22' | Asistencia: 36 823 espectadores Árbitro(s): Wilmar Roldán | Asistencia: 36 823 espectadores Árbitro(s): Wilmar Roldán |

|  |  |

| GK                 | 21 | Yasser Al-Mosailem |  |     |
| RB                 | 6  | Mohammed Al-Breik  |  |     |
| CB                 | 3  | Osama Hawsawi      |  |     |
| CB                 | 23 | Motaz Hawsawi      |  |     |
| LB                 | 13 | Yasser Al-Shahrani |  |     |
| DM                 | 14 | Abdullah Otayf     |  |     |
| CM                 | 7  | Salman Al-Faraj    |  |     |
| CM                 | 16 | Housain Al-Mogahwi |  |     |
| RW                 | 9  | Hattan Bahebri     |  | 65' |
| LW                 | 18 | Salem Al-Dawsari   |  |     |
| CF                 | 19 | Fahad Al-Muwallad  |  | 79' |
| Cambios:           |    |                    |  |     |
| FW                 | 20 | Muhannad Assiri    |  | 65' |
| MF                 | 8  | Yahya Al-Shehri    |  | 79' |
| Entrenador:        |    |                    |  |     |
| Juan Antonio Pizzi |    |                    |  |     |

| GK           | 1  | Essam El-Hadary     |       |       |
| RB           | 7  | Ahmed Fathy         | 86'   |       |
| CB           | 2  | Ali Gabr            | 45+5' |       |
| CB           | 6  | Ahmed Hegazi        |       |       |
| LB           | 13 | Mohamed Abdel-Shafy |       |       |
| CM           | 17 | Mohamed Elneny      |       |       |
| CM           | 8  | Tarek Hamed         |       |       |
| RW           | 10 | Mohamed Salah       |       |       |
| AM           | 19 | Abdallah Said       |       | 45+7' |
| LW           | 21 | Trézéguet           |       | 81'   |
| CF           | 9  | Marwan Mohsen       |       | 64'   |
| Cambios:     |    |                     |       |       |
| FW           | 22 | Amr Warda           |       | 45+7' |
| FW           | 14 | Ramadan Sobhi       |       | 64'   |
| FW           | 11 | Kahraba             |       | 81'   |
| Entrenador:  |    |                     |       |       |
| Héctor Cúper |    |                     |       |       |

| Jugador del Partido: Mohamed Salah Árbitros asistentes: Alexander Guzmán Cristian de la Cruz Cuarto árbitro: Ricardo Montero Quinto árbitro: Hiroshi Yamauchi Árbitro asistente de video: Artur Soares Dias Árbitros asistentes del árbitro asistente de video: Tiago Martins Carlos Astroza Wilton Sampaio |

## Estadísticas

### Participación de jugadores
| # | Pos | Jugador | PJ | Minutos Jugados | Goles | Asistencias | Tarjetas Amarillas | Doble Tarjeta Amarilla y Roja | Tarjetas Rojas |
| - | --- | ------- | -- | --------------- | ----- | ----------- | ------------------ | ----------------------------- | -------------- |
| - | -   | -       | -  | -               | -     | -           | -                  | -                             | -              |
| - | -   | -       | -  | -               | -     | -           | -                  | -                             | -              |
| - | -   | -       | -  | -               | -     | -           | -                  | -                             | -              |
| - | -   | -       | -  | -               | -     | -           | -                  | -                             | -              |
| - | -   | -       | -  | -               | -     | -           | -                  | -                             | -              |
| - | -   | -       | -  | -               | -     | -           | -                  | -                             | -              |
| - | -   | -       | -  | -               | -     | -           | -                  | -                             | -              |
| - | -   | -       | -  | -               | -     | -           | -                  | -                             | -              |
| - | -   | -       | -  | -               | -     | -           | -                  | -                             | -              |
| - | -   | -       | -  | -               | -     | -           | -                  | -                             | -              |
| - | -   | -       | -  | -               | -     | -           | -                  | -                             | -              |
| - | -   | -       | -  | -               | -     | -           | -                  | -                             | -              |
| - | -   | -       | -  | -               | -     | -           | -                  | -                             | -              |
| - | -   | -       | -  | -               | -     | -           | -                  | -                             | -              |
| - | -   | -       | -  | -               | -     | -           | -                  | -                             | -              |
| - | -   | -       | -  | -               | -     | -           | -                  | -                             | -              |
| - | -   | -       | -  | -               | -     | -           | -                  | -                             | -              |
| - | -   | -       | -  | -               | -     | -           | -                  | -                             | -              |

| #  | Pos        | Jugador            | PJ | Minutos Jugados | Goles recibidos | Atajos | Tarjetas Amarillas | Doble Tarjeta Amarilla y Roja | Tarjetas Rojas |
| -- | ---------- | ------------------ | -- | --------------- | --------------- | ------ | ------------------ | ----------------------------- | -------------- |
| 23 | Guardameta | Mohamed El-Shenawy | 2  | 180             | -4              | -      | 0                  | 0                             | 0              |
| 1  | Guardameta | Essam El-Hadary    | 1  | 90              | -2              | -      | 0                  | 0                             | 0              |
| 16 | Guardameta | Sherif Ekramy      | 0  | 0               | 0               | 0      | 0                  | 0                             | 0              |